# تعدد اللغات في لوكسمبورغ

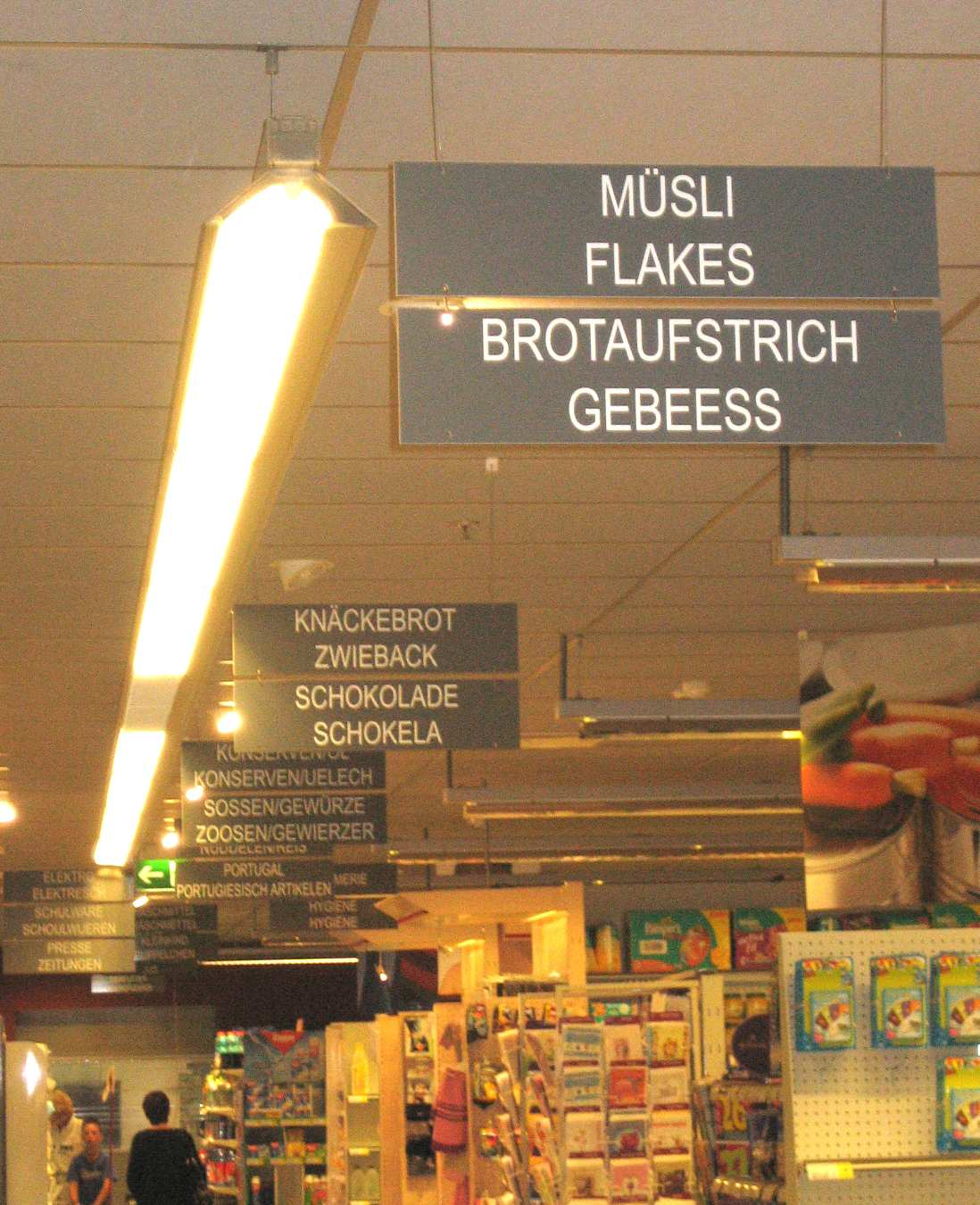

يعد تعدد اللغات جزءًا من الحياة اليومية لسكان لوكسمبورغ. من الناحية القانونية والاجتماعية، تستخدم قطاعات مختلفة من لوكسمبورغ الفرنسية والألمانية واللوكسمبرجية، وهي مجموعة متنوعة من موسيل الفرانكونية مع عدد كبير من الكلمات الماخوذة من الفرنسية. بالإضافة إلى ذلك، يتعلم معظم المواطنين اللغة الإنجليزية وقد يدرسون لغات أخرى أيضًا. لقد أحضر عدد كبير من المهاجرين العديد من اللغات المهاجرة إلى الدولة الصغيرة، خاصة البرتغالية، التي يتحدث بها أكثر من خُمس السكان. ومع ذلك، يتم استخدام اللغات المختلفة في المواقف الاجتماعية المختلفة.

## اللغات الرسمية
ينظم القانون الصادر في عام 1984 استخدام اللغات للأغراض القانونية والإدارية، بما في ذلك الأحكام التالية:
- المادة 1: اللغة الوطنية للوكسمبورغ هي اللوكسمبرجية.
- المادة 2: القوانين باللغة الفرنسية.
- المادة 3: لغة الحكومة: اللوكسمبرجية والألمانية والفرنسية يمكن استخدامها.
- المادة 4: الأسئلة الإدارية: إذا طرح المواطن سؤالاً في اللوكسمبرجية أو الألمانية أو الفرنسية، يجب أن ترد الإدارة، قدر الإمكان، باللغة التي طُرحت عليها السؤال.

في العديد من البلدان الأخرى متعددة اللغات، مثل بلجيكا وسويسرا وكندا، يكون توزيع اللغات جغرافيًا، لكن في لوكسمبورغ يكون وظيفيًا - أي أن اختيار اللغة يعتمد على الموقف.

## التعليم
في المدرسة، يتم تدريس جميع الطلاب باللغات الرسمية الثلاث، رغم تقسيمها حسب الفئة العمرية والموضوع. في المدرسة الابتدائية، يتم تدريس المقررات باللغة الألمانية وغالبًا ما يتم تقديم التفسيرات باللغة اللوكسمبرجية. بشكل عام، في المدرسة الثانوية، وحتى الصف التاسع، يتم تدريس كل مادة باللغة الألمانية، باستثناء الرياضيات والعلوم (التي يتم تدريسها باللغة الفرنسية). من الصف العاشر حتى الثالث عشر، يعتمد استخدام اللغة على المستوى الذي يتواجد فيه الطلاب: في المستوى الأكثر صعوبة، وكذلك في القسم التجاري والإداري، تكون الدورات في معظمها باللغة الفرنسية، ولكن في جميع مراحل المدرسة الثانوية، تفسيرات غالبا ما تعطى في اللوكسمبرجية. المستوى الأسهل من ناحية أخرى لا يميل إلى التبديل إلى الفرنسية.

## حكومة
تتم كتابة المواقع الحكومية بشكل أساسي باللغة الفرنسية،  ولكن هناك أيضًا أجزاء مكتوبة للأجانب بلغات أخرى مثل الإنجليزية  والألمانية. في برلمان لوكسمبورغ، مجلس النواب، تتم كتابة مشاريع القوانين أولاً باللغة الألمانية. ثم لغة المناقشة في اللوكسمبرجية، ولكن في بعض الأحيان أيضًا باللغة الفرنسية (على سبيل المثال، عندما يتم الاستشهاد بالقوانين). يتم التصويت على القوانين وتدوينها باللغة الفرنسية.
رئيس الدولة في البلاد، موقع الدوق الأكبر للوكسمبورغ يستخدم اللغة الفرنسية،  ومع ذلك، فإن خطاب عيد الميلاد الشخصي الخاص به يتم باللغة اللوكسمبرجية  (على الرغم من توفير الترجمة الفرنسية  ). في خطاب عيد الميلاد الذي أصدره الدوق الأكبر في عام 2018 كما كان في الماضي، تحدث في اللوكسمبرجية في الجزء الأكبر من الخطاب. ومع ذلك، عندما كان يتحدث عن أهمية الأجانب في لوكسمبورغ، تحدث فجأة باللغة الفرنسية باعتبارها اللغة الأكثر استخدامًا التي يستخدمها الأجانب المقيمون.

## وسائل الإعلام الجماهيرية
في الصحافة المكتوبة، توجد معظم الصحف مثل Tageblatt و Lëtzebuerger Journal بالألمانية، بينما يوجد القليل منها مثل Le Quotidien باللغة الفرنسية. من ناحية أخرى، فإن صحيفة سجل اللوكسمبورغ وورت تتحدث بثلاث لغات مع معظم المقالات المكتوبة باللغة الألمانية، ولكنها تُكتب أيضًا باللغتين الفرنسية واللوكسمبرجية، وغالبًا ما تكون في نفس الصفحة.
على التلفزيون وعلى الراديو، تُستخدم لغة اللوكسمبورغ بشكل أساسي، على سبيل المثال البرنامج الإخباري الرئيسي RTL 's de Journal. تميل اللغة اللوكسمبرجية المستخدمة في نشرات الأخبار إلى أن تتأثر بشدة بالألمانية القياسية في النطق والتعابير. تتعرض هيئات البث الإذاعي لضغوط لترجمة النشرات الإخبارية التي يتم الحصول عليها من وكالات الأنباء الألمانية في الوقت الفعلي وليس لديها تدريب خاص على أسلوب النثر في اللوكسمبرجية. نتيجة لذلك، تميل الأخبار إلى أن تترجم بشكل سطحي إلى اللوكسمبرجية. يتبع بناء الجملة في الغالب الألمانية القياسية ويبدو أن العديد من الكلمات والتعابير من الألمانية القياسية غير معدلة. يتأثر علم الأصوات أيضًا مع الاستخدام الناجم عن عبارات التجويد الغريبة في اللوكسمبرجية.

## الاستخدام اليومي
بشكل عام، يتم استخدام اللوكسمبرجية في معظم جوانب الحياة اليومية في أماكن غير رسمية في جميع أنحاء البلاد. محجوزة الألمانية والفرنسية القياسية للإعدادات الرسمية، وتستخدم الاحتفالات والفرنسية على وجه الخصوص في صناعة الضيافة. معظم الصحف ووسائل الإعلام المطبوعة باللغة الألمانية القياسية.

## مكتوب اللوكسمبرجية
اللوكسمبرجية لديها تقليد أدبي بدأ في عشرينيات القرن التاسع عشر مع تطور أشكال جدية من الشعر، تليها الدراما والنثر السردي في النهاية. ومع ذلك، يجد اللكسمبورغي العادي نصوصًا لوكسمبرجية صعبة القراءة. لا يقرأ تلاميذ المدارس اللغة اللوكسمبرجية حتى سن 11 أو 12. وحتى مع ذلك، لا يلتزم جميع المعلمين بمتطلبات المناهج الدراسية لتدريس اللغة اللوكسمبرجية المكتوبة، ويفضل البعض تدريس اللغة الألمانية القياسية بدلاً من ذلك، وبالتالي قد لا يتم تعليم بعض الطلاب اللغة اللوكسمبرجية المكتوبة. نتيجة لذلك، فإن أقلية من المثقفين ذوي الأدب العقلي يجدون أن قراءة لغة اللوكسمبورغ سهلة أو ممتعة. غالبية اللوكسمبورغ ينظرون إلى لغتهم كلغة منطوقة فقط. في السنوات الأخيرة، أدى ظهور الرسائل النصية ووسائل التواصل الاجتماعي إلى جعل اللوكسمبرجية المكتوبة أكثر شيوعًا بين الأجيال الشابة.
للمراسلات الخاصة، يميل اختيار اللغة إلى عكس الطبقة الاجتماعية. يميل أعضاء الطبقات العليا والمتوسطة والعليا إلى تفضيل اللغة الفرنسية، على الرغم من أنه قد يتم استخدام اللغة اللوكسمبرجية للتعبير عن شعور وثيقة الصلة بجنسية الفرد. تميل اللغة الألمانية إلى النظر إليها سلبًا بين الطبقة العليا، مع افتراض أن أي شخص يكتب باللغة الألمانية يتقن اللغة الفرنسية. على الرغم من ذلك، فإن أقلية من أعضاء الطبقة العليا يفضلون اللغة الألمانية القياسية عند المقابلة مع الأقارب المقربين. يصبح استخدام اللغة الألمانية أكثر بروزًا، فكلما انخفض المستوى الاجتماعي، تلته اللغة اللوكسمبورغية، مع اعتبار الفرنسيين الأقل شعبية بين الطبقات الدنيا.
بشكل عام، بالنسبة للمراسلات بين الأشخاص المرتبطين بها، يفضل استخدام اللغة الألمانية القياسية، تليها الفرنسية واللوكسمبرجية على قدم المساواة، على الرغم من أن الوضع الاجتماعي له تأثير. عندما يتطابق الأشخاص غير المرتبطين، فإن استخدام اللوكسمبرجية ينخفض بشكل كبير، ولا يميل إلى استخدامه على الإطلاق بين الغرباء. لذلك يبدو أن اختيار اللوكسمبورغ يعكس قرب العلاقات بين الشخصين.